# Штриппель, Арнольд
Арнольд Георг Штриппель (нем. Arnold Georg Strippel; 2 июня 1911, Унсхаузен, Германская империя — 1 мая 1994, Франкфурт-на-Майне, Германия) — оберштурмфюрер СС, военный преступник, служивший в различных концлагерях.

## Биография
Арнольд Штриппель родился 2 июня 1911 года в крестьянской семье. Посещал народную школу до 14 лет, после чего обучался плотницкому делу в строительной компании своего дяди, сдав в 1929 году экзамен на звание подмастерья. Из-за экономического кризиса недолгое время работал по специальности. В мае 1940 года женился, в браке родился один сын.
Весной 1934 года подал заявление на вступление в СС (№ 236290) и в октябре 1934 года поступил на службу в охрану концлагеря Захсенбург. 1 мая 1937 года вступил в НСДАП (билет № 4330442). С ноября 1937 года служил в охране концлагере Бухенвальд. В марте 1938 года стал блокфюрером и вторым рапортфюрером, а в ноябре 1938 года первым рапортфюрером. С марта по октябрь 1941 года был рапортфюрером в концлагере Нацвейлер. В октябре 1941 году стал шуцхафтлагерфюрером концлагеря Майданек. С июня 1943 года был начальником лагеря Пенемюнде-Карлсхаген II. С октября 1943 года был шуцхафтлагерфюрером концлагеря Герцогенбуш. С мая 1944 года был руководителем филиала Нойенгамме Зальцгиттер-Дрюте. С декабря 1944 по май 1945 года был комендантом лагеря Хаммербрук.

### После войны
После окончания войны пытался скрыться: вместе с другим эсэсовцем прятался в окрестностях Рендсбурга и работал в сельском хозяйстве в Гессене. 23 марта 1948 года добровольно сдался немецкой полиции и был передан американским оккупационным властям. 4 декабря 1948 года был освобождён из лагеря для интернированных в Дармштадте. В середине декабря 1948 года был опознан бывшим узником Бухенвальда и 13 декабря 1948 года взят под стражу. Штриппель предстал перед земельным судом во Франкфурте-на-Майне и 1 июня 1949 года был приговорён к пожизненному тюремному заключению за убийство 21 человека. Отбывал наказание в тюрьме города Буцбах, где занимал привилегированный пост в тюремной больнице. 21 апреля 1969 года был освобождён и получил компенсацию в размере 121 500 немецких марок. После освобождению работал торговым представителем в одной из фирм во Франкфурте-на-Майне. В ноябре 1975 года предстал перед земельным судом Дюссельдорфа за преступления, совершенные в Майданеке. Обвинялся в убийстве 41 советского военнопленного. 30 июня 1981 года был приговорён к трём с половиной годам тюремного заключения за пособничество в убийстве 41 человека. С учётом предыдущего наказания не отбывал свой срок. В 1982 году прокуратура Франкфурта-на-Майне прекратила расследование по преступлениям Штриппеля в концлагере Герцогенбуш. В 1987 году было прекращено в расследование по обвинении в участии в убийстве 20 еврейских детей в апреле 1945 года по состоянию здоровья.